# Municipio de Chila de la Sal
El municipio de Chila de la Sal es uno de los 217 municipios que conforman al estado de Puebla, México. Se encuentra en el sur del estado y su cabecera es la población de Chila de la Sal.

## Geografía
El municipio pertenece en su mayor parte a la Mixteca Baja y al Valle de Acatlán, se encuentra a una altitud que varía de 700 a 1 500 metros sobre el nivel del mar, posee una superficie de 141.578 kilómetros cuadraros, lo que le ubica en lugar 96 con respecto a los demás municipios del estado y equivale al 0.41% de la extensión de la entidad.
Colinda al noroeste con el municipio de Chiautla; al este con el municipio de Axutla; al sureste con el municipio de Tecomatlán; al sur con el municipio de Tulcingo; y al oeste con el municipio de Xicotlán.

### Clima
El clima del municipio es semiseco muy cálido en todo su territorio. El rango de temperatura media anual es de 24 a 26 grados celcius, oscilando entre 10 a 12 grados en la mínima y 34 a 36 en la máxima promedio. El rango de precipitación media anual es de 600 a 800 mm y los meses de lluvias son de octubre a mayo.

## Demografía
De acuerdo a los resultados del Censo de Población y Vivienda de 2010 realizado por el Instituto Nacional de Estadística y Geografía, la población total del municipio de Chila de la Sal asciende a 1 237 personas; de las que 571 son hombres y 666 son mujeres.
La densidad de población es de 8.74 habitantes por kilómetro cuadrado.

### Localidades
El municipio incluye en su territorio un total de 21 localidades. Las principales, considerando su población del censo de 2010 son:
| Localidad         | Población |
| Total Municipio   | 1 237     |
| Chila de la Sal   | 762       |
| San Pedro Ocotlán | 467       |

## Política

### Representación legislativa
Para la elección de diputados locales al Congreso de Puebla y de diputados federales a la Cámara de Diputados federal, el municipio de Huehuetlán el Chico se encuentra integrado en los siguientes distritos electorales:
Local:
- Distrito electoral local de 22 de Puebla con cabecera en Izúcar de Matamoros.[7]

Federal:
- Distrito electoral federal 14 de Puebla con cabecera en la ciudad de Acatlán de Osorio.[8]

### Cronología de presidentes municipales
| Pedro Vázquez Macareno (PRI)           | 1972 | 1975 |                                            |                                            |                                            |
| Silvano Herreros García (PRI)          | 1975 | 1978 |                                            |                                            |                                            |
| Alejandro Vázquez Mundo (PRI)          | 1978 | 1981 |                                            |                                            |                                            |
| Gilberto Herreros Montiel(PRI)         | 1981 | 1984 |                                            |                                            |                                            |
| Jesús González Amigón (PRI)            | 1984 | 1987 |                                            |                                            |                                            |
| Alejo Jiménez García (PRI)             | 1987 | 1990 |                                            |                                            |                                            |
| Vicente Tobías Vázquez H.(PRI)         | 1990 | 1993 |                                            |                                            |                                            |
| Saturnino Herrera Ponce (PRI)          | 1993 | 1996 |                                            |                                            |                                            |
| Gilberto Herreros Montiel (PRI)        | 1996 | 1999 |                                            |                                            |                                            |
| Reyes Flores Macareno (PRI)            | 1999 | 2001 |                                            |                                            |                                            |
| José Mendoza Visoso (PRI)              | 2002 | 2005 |                                            |                                            |                                            |
| Leonides Asunción Vázquez Vázquez PRI) | 2005 | 2008 |                                            |                                            |                                            |
| Miguel Ponce Chávez (PAN)              | 2008 | 2011 |                                            |                                            |                                            |
| Bianey Tellez Herreros (PRI)           | 2011 | 2014 |                                            |                                            |                                            |
| José Monge Cazares (PAN)               | 2014 | 2018 | Referencias:Gobierno del estado de Puebla. | Referencias:Gobierno del estado de Puebla. | Referencias:Gobierno del estado de Puebla. |